# فيروس تبرقش التبغ
فيروس تبرقش التبغ هو من فيروسات الرنا التي تصيب النباتات (فيروسات نباتية). ينتمي هذا الفيروس إلى مجموعة فيروسات تبرقش الدخان (بالإنجليزية: Tobamovirus group)‏ ويعد من أكثر الفيروسات انتشاراً في العالم. اكتشف عام 1930 وكان أول الفيروسات المكتشفة.

## شكل الفيروس
الشكل لولبي يشبه الأسطوانة الفارغة، حيث تترتب الوحدات على هيئة غطاء أسطواني ملتف يحيط بالحمض النووي.

## المضيفين
يصيب هذا الفيروس نباتات الفصيلة الباذنجانية مثل التبغ والبندورة.

## طرق الانتقال
ينتقل عن طريق الأيدي وخاصة عند نقل وتفريد الأشتال، كما ينتقل عن طريق الآلات والأدوات الزراعية. كما قد ينتقل عن طريق البذور.

## الأعراض
يسبب الفيروس تبقعاً على الأوراق وتبدلاً في لونها.

### الأعراض على الطماطم
تظهر الأعراض على النبات في صورة تبرقش للأوراق بلون أخضر قاتم متداخل مع الأخضر الفاتح وتسبب الإصابة تقزم النباتات وخاصة في ظروف درجات الحرارة الباردة حيث تظهر الأوراق بشكل شريطي، كما تؤدي بعض سلالات الفيروس إلى شحوب الأوراق. تظهر الأعراض على الثمار في صورة حلقات صفراء أو بيضاء أو حلقات فلينية.

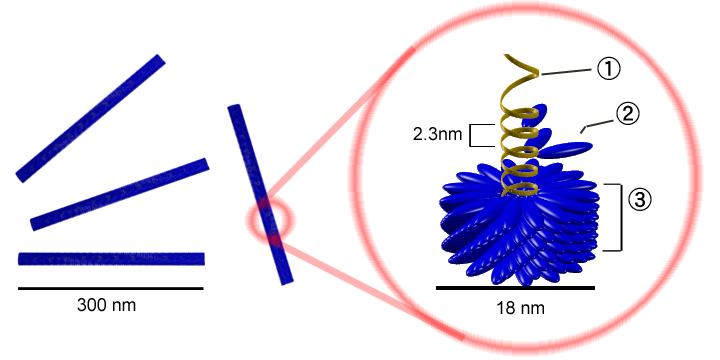
رسم توضيحي لفيروس تبرقش التبغ: 1. الحمض النووي (الرنا)، 2. قُسيم قفيصي (Protomer)، 3. قفيصة (Capsid).